# Raymond Guiot
Pour les articles homonymes, voir Guiot.
Raymond Guiot, né le 5 octobre 1930 à Roubaix et mort le 11 juillet 2025 à Paris,, est un flûtiste, pianiste et compositeur français. C'est aussi un très grand pédagogue qui a formé de nombreux flûtistes à travers le monde.

## Biographie[3]
Raymond Guiot entre au conservatoire de Roubaix à l’âge de sept ans, poussé par un père amoureux de musique classique. En 1947, après deux années passées dans la classe de Marcel Moyse, il obtient le premier prix du Conservatoire national de musique à Paris. Quelques mois plus tard, il intègre l’Opéra de Lille comme piccolo sous la direction des chefs d’orchestre Fernand Oubradous et Georges Prêtre. Il y apprendra son métier pendant trois années consécutives, en jouant beaucoup d’opéras, d’opérettes et de comédies lyriques.
Il est ensuite professeur de flûte à l'École nationale de musique de Calais de 1950 à 1956. C’est à cette époque qu’il participe au Concours international d'exécution musicale de Genève, où il obtiendra le premier prix en 1954. 
En 1956, la Garde républicaine de Paris lui donne l’occasion de quitter Calais. Il commence alors à beaucoup travailler pour les studios d’enregistrement parisiens.
Première flûte à l’Opéra de Paris de 1962 à 1991, il devient également assistant d’Alain Marion au Conservatoire national supérieur de musique de Paris en 1977.

## Compositions
Ses compositions sont basées sur les formes classiques et empruntent certains éléments au jazz.

## Discographie

### Albums
Ces albums ont été majoritairement réalisés pour des labels d'illustration musicale ; il ne s'agit pas d'albums au sens traditionnel du terme, c'est-à-dire de disques vendus dans le commerce et diffusés dans les médias.
- 1965 : Raymond Guiot - Bach Street
- 1965 : Raymond Guiot - Haendel with care
- 1966 : Raymond Guiot et son orchestre - Boum Bomo
- 1968 : Raymond Guiot - Scarlatti Sounds, (LP) Tele Music TM 3000
- 1970 : Raymond Guiot - Jazz Baroque Quintet, (LP) Tele Music TM 3003
- 1971 : Raymond Guiot joue Domenico Scarlatti
- 1972 : Raymond Guiot - Néo-Classiques, (LP) Tele Music TM 3025
- 1973 : Raymond Guiot - Jazz Panorama, (LP) Tele Music TM 3031
- 1974 : Raymond Guiot - Instruments à vent, vol. 2, (LP) Tele Music TM 3036
- 1974 : Raymond Guiot - Flûtes & Harpes, (LP) Tele Music TM 3039
- 1975 : Raymond Guiot - Indicatifs, (LP) Tele Music TM 3042
- 1975 : Raymond Guiot - Flûtes & Guitares, (LP) Tele Music 3054
- 1976 : Raymond Guiot - Basse contre Basse, (LP) Tele Music TM 3059
- 1978 : Raymond Guiot - Baronne baroque
- 197? : Raymond Guiot - I like Johann Sebastien
- 1983 : Raymond Guiot - Néo-Classiques, vol. 2, (LP) Tele Music TM 3088
- 1985 : Raymond Guiot - Air Generation, (LP) Tele Music 3101

### En collaboration

#### Avec Guy Pedersen
- 1970 : Raymond Guiot & Guy Pedersen - Indian pop bass, (LP) Tele Music TM 709
- 1970 : Raymond Guiot & Guy Pedersen - Contrebasses, (LP) Tele Music TM 3014
- 1971 : Raymond Guiot & Guy Pedersen - Musique en Vrac, (LP) Tele Music TM 3017

#### Autres
- 1970 : Raymond Guiot & Maurice Plessac - Flûte & Clavecin, (LP) Tele Music TM 3011
- 1971 : Raymond Guiot & R. Auteloup - Instruments à vent, vol.1, (LP) Tele Music TM 3020
- 1973 : Raymond Guiot & Pierre Bachelet - Pianos romantiques, (LP) Tele Music TM 3024
- 1988 : Raymond Guiot & Alain Marion - Golden Flute Club

### Bandes originales de films
Raymond Guiot y participe en tant que musicien, il n'en compose pas la musique.
- 1957 : Henri Crolla / Hubert Rostaing / André Hodeir - Une Parisienne (film de Michel Boisrond)
- 1959 : Alain Goraguer - J'irai cracher sur vos tombes (film de Michel Gast)
- 1959 : Serge Gainsbourg / Alain Goraguer - Les Loups dans la bergerie (film d'Hervé Bromberger)
- 1967 : François de Roubaix - Le Samouraï (film de Jean-Pierre Melville)
- 1968 : Vladimir Cosma - Alexandre le bienheureux (film d'Yves Robert)
- 1969 : Vladimir Cosma - Clérambard (film d'Yves Robert)
- 1970 : Éric Demarsan - Le Cercle rouge (film de Jean-Pierre Melville)

### Albums en tant que musicien de studio
Une part très importante de l'activité musicale de Raymond Guiot a consisté à enregistrer pour le monde de la chanson française dans les années 1960 et 1970, mais les musiciens n'étaient alors que rarement crédités.

### Albums en tant que "Sideman"
- 1960 : André Hodeir - Jazz & Jazz
- 1962 : Elek Bacsik - Bossa Nova (EP)
- 1969 : Le Monde Musical de Baden Powell, volume 2
- 1970 : Claude Ciari and The Batucada Seven
- 1971 : Baden Powell
- 1973 : Maxime Saury - Blue and Sentimental
- 1977 : Baden Powell Canta Vinicus de Moraes e Paolo Cesar Pinheiro
- 1982 : April orchestra - Duty Free, (LP) APR 45
- 198? : April Orchestra - Mélodies de Cour

### Compositions de Raymond Guiot en CD
- Sandrine François - Bluesy Prelude, (Hybrid Music, 2008)
- Flautissimo vol.29, Hommage à Raymond Guiot